# Llac Titicaca
El llac Titicaca (en castellà Lago Titicaca; en quítxua: Titiqaqa Qucha), situat a 3.812 m sobre el nivell del mar, és el llac navegable (de forma comercial) més alt del món. Té una superfície aproximada de 8.370 km², cosa que el converteix en el més gran de l'Amèrica del Sud, només superat pel llac Maracaibo, a Veneçuela, de 13.000 km², però que molts qualifiquen com a mar, ja que té connexió directa amb l'oceà.
Està format per dos cossos d'aigua separats pel estret de Tiquina; el més gran situat a nord és denominat llac Major o Chucuito i té una superfície de 6.450 km² i és on es troba la màxima profunditat del llac (281 m), prop de l'illa Soto. L'altre cos més petit, anomenat Menor o Huiñamarca, es troba al sud i té una superfície de 2.112  km², amb una profunditat màxima de 45  metres. El llac té un perímetre de 1.125  km.

## Geografia
Està situat a l'Altiplà, a la regió dels Andes, a la frontera entre el Perú i Bolívia. El llac Titicaca té una profunditat mitjana de 140 a 180 metres, i la màxima és de 281 metres. La part occidental del llac pertany a la regió peruana de Puno i l'oriental correspon al departament bolivià de La Paz. El llac no és propietat de cap dels dos països en concret, sinó que el comparteixen, de tal manera que apareix complet als mapes d'ambdues nacions.
La temperatura mitjana a la zona del llac és de 10 °C, mentre el clima a la regió és extrem, amb grans variacions de temperatura que s'accentuen en funció de la distància al llac i l'altura. El Titicaca és d'origen tectònic. Es formà aproximadament durant l'era terciària degut a l'enfonsament d'una antiga part de l'altiplà andí.

### Hidrologia

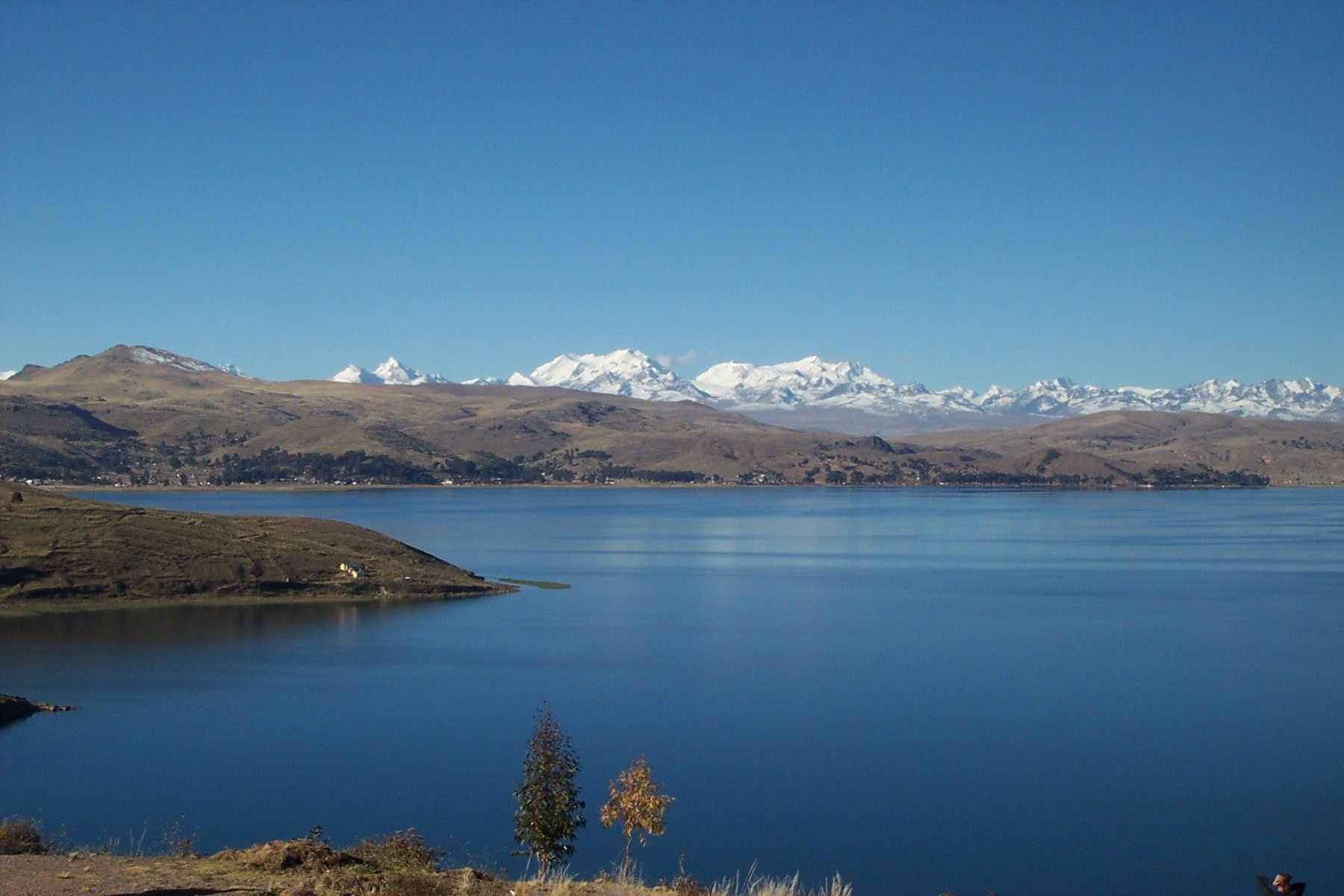
El llac Titicaca

Gran part de l'aigua es perd per evaporació i les sals que han entrat amb els rius es queden. Només un 5% de l'aigua flueix cap al riu Desaguadero i desemboca al llac Poopó que és molt més salat. L'aigua finalment es perd al salar de Coipasa on l'escassa quantitat d'aigua que reben acaba per evaporar completament.
Els rius de la conca del Titicaca són majoritàriament curts. El més llarg és el riu Ramis, de gairebé 300 quilòmetres. Una altra característica d'aquests rius és el seu cabal irregular marcat per les pluges estacionals entre desembre i març i l'absència de pluges entre juny i novembre que fan que disminueixen notablement el seu cabal.
El nivell mitjana històrica del llac Titicaca és de 3.810  msnm, encara que les seves fluctuacions poden sobrepassar els 3.812 msnm (1986), baixar fins als 3.808 msnm (1998), i fins i tot el 1943 arribar fins als 3.806,7 msnm. La periodicitat i intensitat de les pluges condicionen l'increment o disminució del nivell de l'aigua. Les pèrdues d'aigua al llac són en un 91% per evaporació i 9% a través del riu Desaguadero i la infiltració.
Des de l'any 2000, el llac Titicaca ha experimentat un descens constant dels nivells d'aigua. Només entre abril i novembre de 2009, el nivell de l'aigua va baixar 81 cm, aconseguint el nivell més baix des de 1949. Aquesta caiguda és causada per temporades de pluges més curtes i la fusió de les glaceres que alimenten els afluents del llac. La contaminació de l'aigua també és una preocupació creixent perquè les ciutats de la conca del Titicaca creixen, de vegades superant la infraestructura de tractament de deixalles sòlides i aigües residuals. Segons la Fundación Global Nature (GNF), la biodiversitat del Titicaca està amenaçada per la contaminació de l'aigua i la introducció de noves espècies per part dels humans. El 2012 la GNF va nominar el Titicaca com "El Llac més amenaçat de l'Any".

#### Principals afluents
Al llac hi desemboquen més de 25 rius. Els més importants són:
- Riu Ramis: neix amb el nom de riu Carabaya a la llacuna de la Rinconada i discorre paral·lel a la serralada Carabaya amb rumb nord-oest fins al districte de Potoni, on canvia el seu curs cap al sud. Rep el nom de riu Azángaro des de la seva confluència amb el riu Ñuñoa i des de la seva confluència amb el riu Ayaviri passa prendre el nom de riu Ramis. Desemboca al llac Titicaca, al districte de Taraco. La seva conca hidrogràfica és de 14.684 km², i el cabal mitjà anual és de 76 m³/s.[12] Les seves aigües es veuen incrementades pels desglaços del Quenamari i Quelcayo.

- Río Ilave: neix amb el nom d'Huenque al nord la província del Collao, i rep el riu Aguascalientes i passa anomenar-s Ilave. Desemboca al sud del Titicaca. La seva conca hidrogràfica és de 7.705 km², i un cabal mitjà anual de 39 m³/s.[12]

- Riu Coata: neix de la confluència de los rius Lampa i Cabanillas, al districte de Juliaca. Desemboca a la badia de Puno. La seva conca hidrogràfica és de 4.552 km² i té un cabal mitjà anual de 52 m³/s.[12]
- Riu Huancané: També conegut com a riu Putina al curs superior, segueix una direcció nord-sud, per desaiguar a l'extrem nord del Titicaca. La seva conca hidrogràfica és de 3.542 km² i té un cabal mitjà anual de 20 m³/s.[12]
- Riu Suches: Neix a la cordillera de Carabaya, a la llacuna de Suches. Desemboca a la localitat boliviana d'Escoma. La seva conca hidrogràfica és de 2.822 km², i té un cabal mitjà anual d'11 m³/s.[12]

#### Qualitat de l'aigua
Les aigües del Titicaca són netes i només lleument salobres, amb salinitat que van des 5,2 a 5,5 parts per 1000.
 Les característiques físiques i químiques de l'aigua del Llac Titicaca han estat objecte d'observacions puntuals en el curs d'expedicions científiques i posteriorment, de dades sobre períodes molt més amplis.
La badia interior de Puno té les aigües contaminades arran de les aportacions de les aigües residuals de Puno sense el tractament adequat.
Conté al seu interior 41 illes, algunes de les quals bastant poblades. Aquestes illes s'han convertit en una atracció turística per al Perú, amb excursions des de la ciutat costanera de Puno, com les illes surants dels Uros, nou illes artificials fetes de canyes flotants. Una altra illa, Taquile, és molt visitada a causa de les comunitats indígenes que l'habiten. La gent de Taquile és coneguda pels seus productes tèxtils, que són dels millors productes artesanals que es poden trobar al Perú.

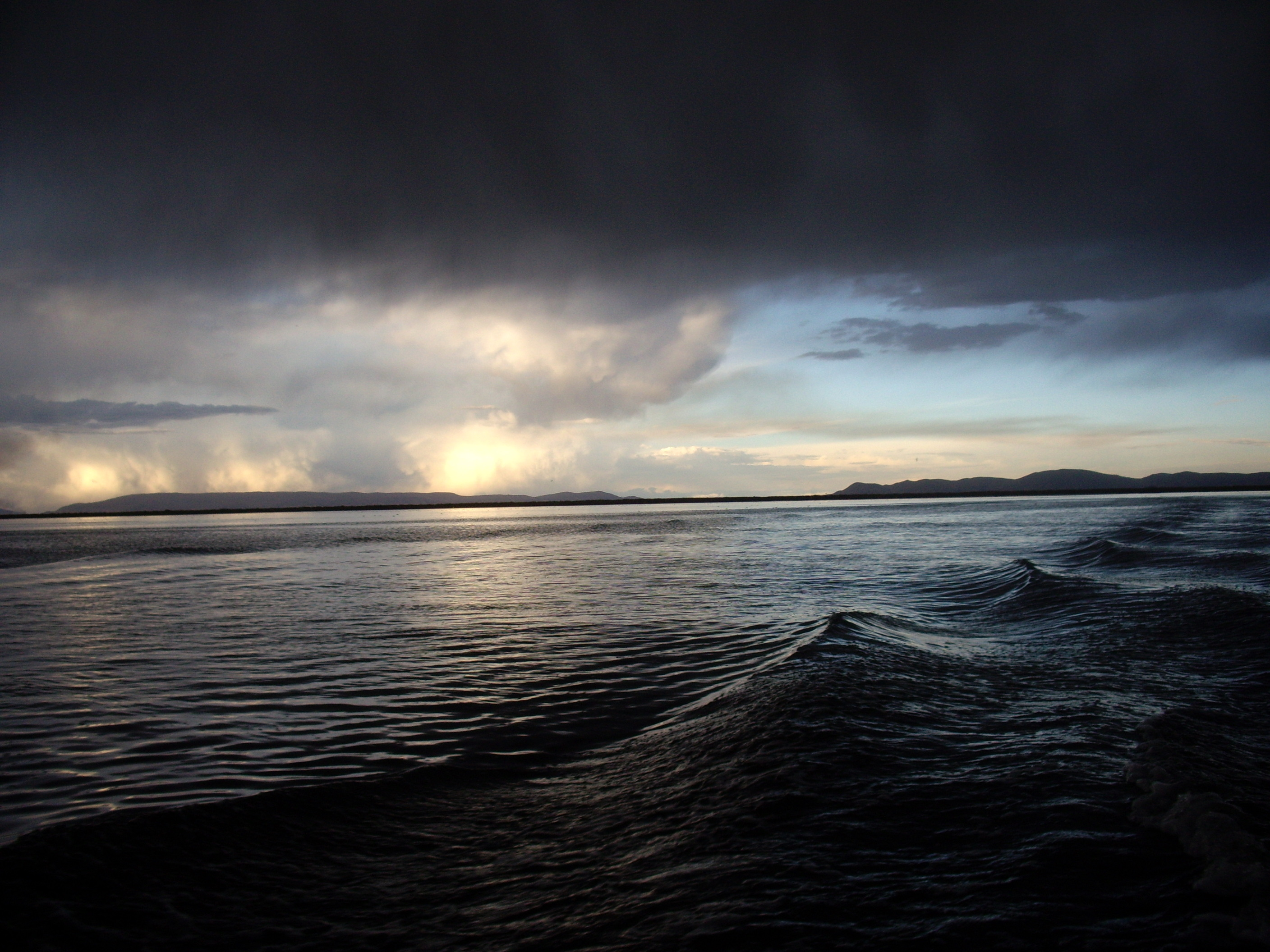
El llac Titicaca, poc abans d'un temporal

El llac Titicaca s'alimenta de les pluges i de la neu que es desfà de les glaceres andines. Un 5% de l'aigua del llac flueix pel riu Desaguadero, que travessa Bolívia fins al llac Poopó. La resta de l'aigua s'evapora pels forts vents i els rajos de sol que afecten aquestes alçades.
L'origen del nom Titicaca és desconegut. Sembla fer referència a la forma del llac, semblant a un puma caçant un conill. El mot és una unió de paraules del quítxua i l'aimara, dues de les llengües locals.
El fet que la part sud-est del llac estigui separada del cos principal per l'estret de Tiquina fa que els bolivians l'anomenin Lago Huinaymarca, mentre que la part més gran és anomenada Lago Chucuito. Al Perú, aquestes dues parts són anomenades Lago Pequeño i el Lago Grande, respectivament.

### Accidents geogràfics
- L'estret de Tiquina es forma entre les penínsules de Copacabana i Huata i divideix el llac Titicaca en dos, el llac més gran Chucuito i el llac menor Huiñaymarka. Té una amplada de 780 metres, i al no haver-hi un pont entre tots dos costats, el pas de persones i vehicles es fa en vaixells de motor.
- L'istme de Yunguyo uneix la península de Copacabana amb terra ferma. Cap al sud de l'istme de Yunguyo s'aixeca el turó Khapia o Apu Khapia, que té un caràcter sagrat des de temps de Tiwanaku.
- La península de Capachica es troba a l'oest del llac Titicaca i juntament amb la península de Chucuito formen la badia de Puno
- La península de Copacabana es troba dividida entre el Perú (al sud) i Bolívia (al nord) i juntament amb la península de Huata formen l'estret de Tiquina al costat bolivià del llac. A la part nord de la península hi ha la península de Yampupata. L'estret que es forma entre l'illa del Sol i la península de Yampupata és conegut com a estret de Yampupata.
- La península de Chucuito es troba a l'oest del llac i juntament amb la península de Capachica formen la badia de Puno.
- La península de Huata és la més gran de les penínsules del llac Titicaca i forma el golf d'Achacachi. Es troba al costat bolivià del llac.
- La península de Taraco es troba al llac menor Huiñaymarka, a la zona boliviana. A sud es forma el golf de Taraco.

### Illes

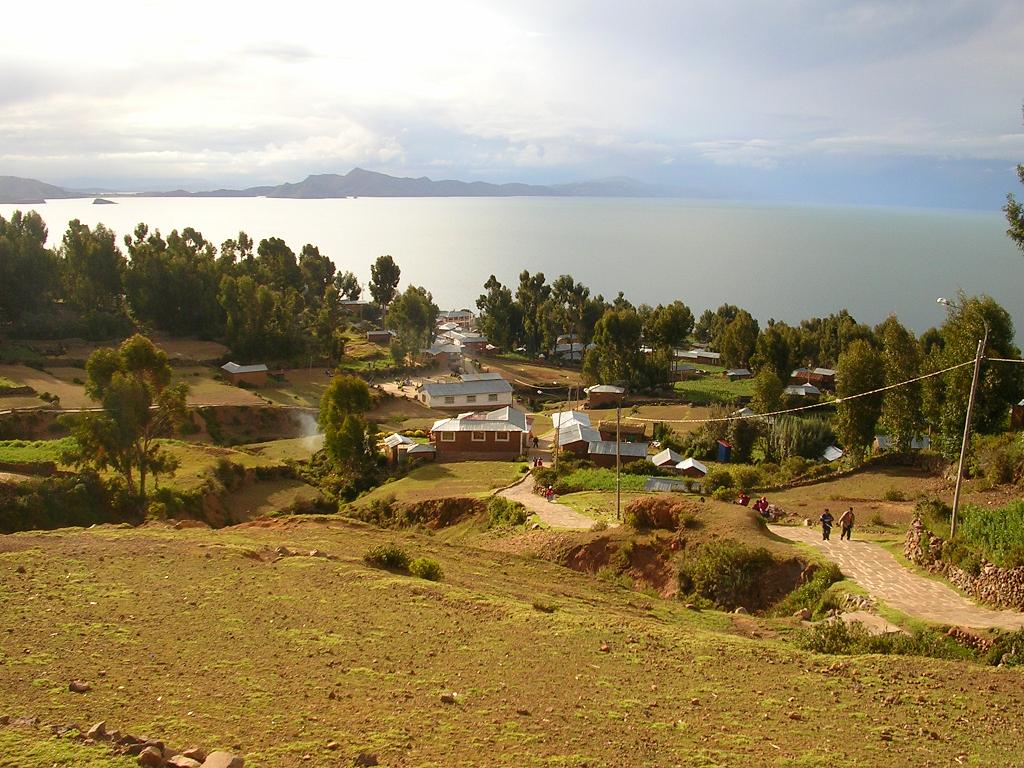
Illa Amantaní - Perú. Al fons la península de Capachica.

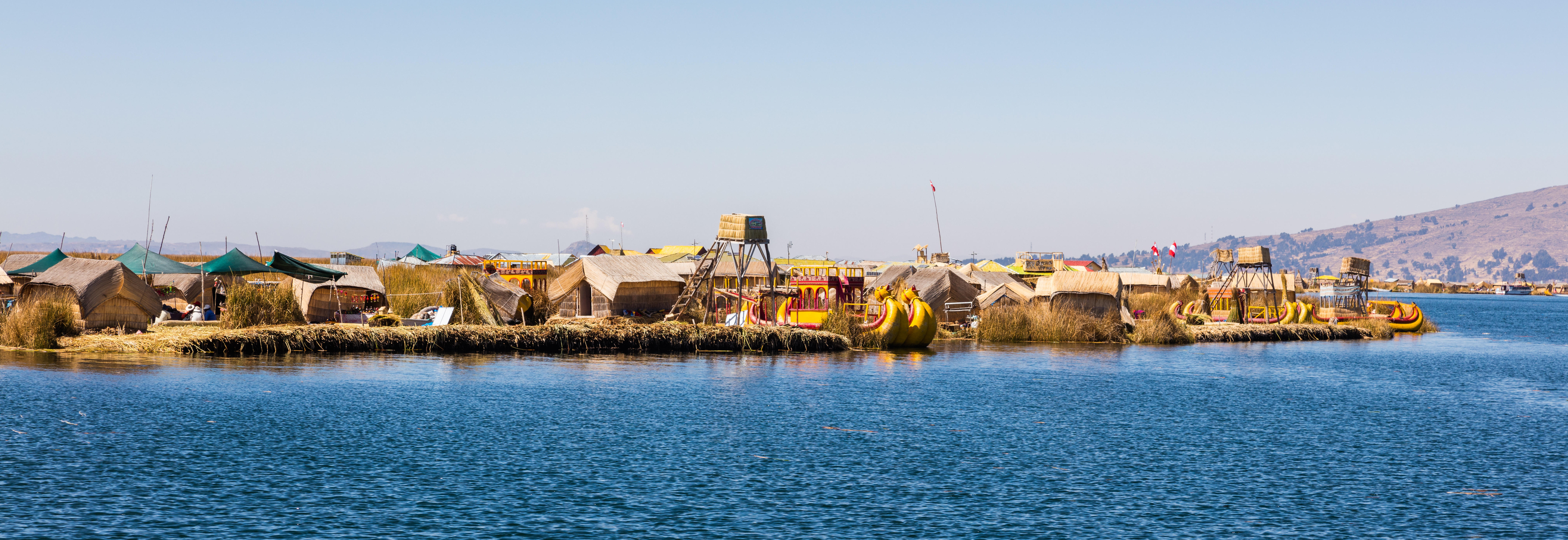
Illes surants dels uros.

El Titicaca té nombroses illes al seu interior. Les més destacades són:
- Illa del Sol. És una illa boliviana, situada en el municipi de Copacabana, de la província de Manxol Kapac, al departament de La Paz. Té una longitud de 9,6 km per 4,6 km d'ample i una superfície de 14,3 km² i és l'illa més gran del llac. Al llarg de tota l'illa s'aprecien diversos jaciments arqueològics. La seva població és d'uns 2.000 habitants, repartits en dues comunitats, Cha'llapampa i Yumani.[17]

- Amantaní. fa 9,28 km² i és l'illa més gran del sector peruà del llac. Es troba a la Regió de Puno. Té forma gairebé circular, amb un diàmetre mitjà de 3.4 km. El cim més alt s'eleva 340 sobre el nivell del llac, fins als 4.150 msnm. Hi viuen unes 800 famílies, unes 3.600 persones[18] que es dediquen principalment a l'agricultura.
- Taquile. Ubicada davant les penínsules de Chucuito i Capachica, a la Regió de Puno. Té una superfície de 5,72 km² i les costes són escarpades. La població viu uns 140 metres per damunt el nivell del llac i es dedica a l'agricultura i al turisme.
- Illa de la Lluna. És una petita illa boliviana, en què hi destaquen diversos jaciments inques.[19]
- Illes surants dels uros. Són un conjunt de superfícies artificials habitables construïdes amb boga. Les illes s'aixequen sobre una part de la superfície del llac; se superposen a blocs d'arrels de boga sobre les quals s'estenen capes successives de boga teixida o entrellaçada en estores. Els seus habitants, els uros, són un poble ancestral que ara es concentra en l'altiplà del Collao, i a Perú a les illes surants situades a la badia de Puno.[20]

### Fauna i flora
La fauna està composta principalment d'ànecs capbussadors, el gat andí, oques andines i flamencs dels Andes. Entre els peixos destaquen el trichomycterus rivulatus, i varies espècies d'Orestias, entre les més conegudes hi ha l'Orestias agassizii, l'Orestias luteus, l'Orestias albus, l'Orestias olivaceus, l'Orestias mulleri i l'Orestias ispi. També hi ha peixos d'altres famílies com el Trichumectarun dispar i espècies introduïdes com la truita i el pejerrey. Entre els peixos extints per la pesca excessiva i introducció d'espècies inadequades es troben l'Orestias pentlandii i l''Orestias cuvieri.
Al llac viu la granota gegant del llac Titicaca (Telmatobius culeus), sent aquest l'únic hàbitat d'aquesta espècie.
La vegetació del llac es classifica en amfíbia, submergida i flotant, i compon un dels principals elements del cicle de l'ecosistema. La seva flora està representada per 12 varietats de plantes aquàtiques ressaltant la boga (Scirpus californicus), la yana llacho (Elodea potamogètons), la llentia d'aigua (Lemna sp.) I la purima (Chara sp.).
També hi ha fauna terrestre a les illes i ribes del llac, entre les quals destaquen les vicunyes, alpaques, llames i guineus, entre d'altres.

## Història

### Època preinca
Una de les cultures més importants que es va assentar a les ribes del llac Titicaca va ser la cultura chiripa, de la qual queden importants restes arqueològiques a la zona sud del llac. A la zona nord del llac es va desenvolupar amb similituds importants la cultura Pucará. Les dues cultures van concebre el cultiu en camellones o waru warus, que consistia en elevacions de terra envoltades d'aigua que protegien als cultius de les gelades pròpies de la zona. Es creu que als voltants del llac Titicaca es va iniciar la domesticació d'alguns tubercles i dels camèlids sud-americans (alpaca i llama).
Cap a l'any 45 d. C. l'època urbana de la Cultura Tiahuanacota va dominar el llac Titicaca construint importants centres cerimonials a les illes i al voltant del llac.

### Època imperial inca
El poeta Garcilaso de la Vega descriu l'origen llegendari dels Inques a les escumes del llac Titicaca. A les tradicions orals de la zona encara es considera l'illa del Sol com el lloc d'on van sortir els llegendaris Manco Capac i Mama Ocllo per fundar el Tahuantinsuyo. El llac Titicaca va tenir gran importància religiosa en l'imaginari inca i és Pachacutec Inca Yupanqui el que annexa el llac i els seus voltants (altiplà del Collao) a l'imperi.
Segons les tradicions dels Uros, ells van fugir de l'assetjament Inca refugiant-se al llac, i per aquest motiu van construir illes artificials al llac utilitzant com a matèria primera la boga. D'aquesta manera s'inicia la població de les illes surants dels uros al Perú.

### Època de l'Imperi Espanyol
Des de la creació del virregnat del Perú en 1542 el llac va ser administrat per Espanya. En 1777 les reformes borbòniques creen el Virregnat del Riu de la Plata, que inclouen la Intendència de Puno, que llavors formava part de l'Audiència de Charcas i, per tant, el llac Titicaca.
En crear-se la Reial Audiència de Cusco en 1787, els partits de Lampa, Azángaro i Carabaya, van passar a integrar-se el seu districte. Una Reial Cèdula de l'1 de febrer de 1796 va incorporar la Intendència de Puno al Virregnat de Perú, passant els partits de Chucuito i Paucarcolla a la jurisdicció de la Reial Audiència de Cusco. D'aquesta manera el llac Titicaca quedà dividit entre l'Audiència de Cusco (Virregnat del Perú) i l'Audiència de Charcas (Virregnat del Rio de la Plata).

### Independència
La independència del Perú (1821) i Bolívia (1825), donen origen a la divisió del llac Titicaca per convertir-lo en un llac compartit per dos estats. La divisió del llac fou ratificada al Protocolo Ratificatorio firmat a La Paz el 15 de gener de 1932.
El Perú i Bolívia, amb el propòsit de generar accions per a la protecció, preservació i conservació del llac Titicaca, l'any 1996 van crear l'Autoritat Binacional Autònoma del Sistema Hídric del llac Titicaca, riu Desaguadero, llac Poopo i salar de Coipasa, establint un marc legal i un pla director binacional.